# Marko Marulić

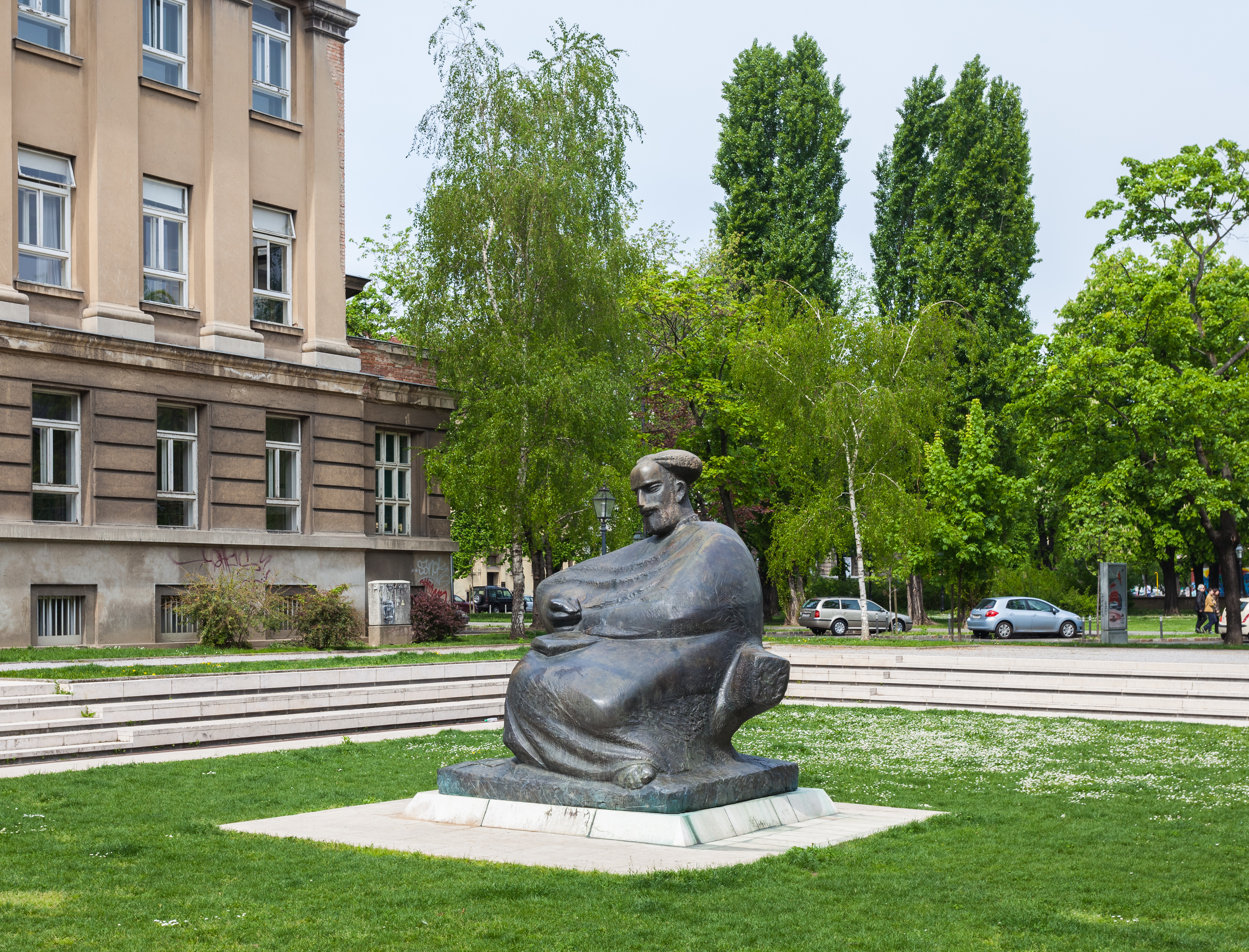
Monumento a Marko Marulic en Zagreb, Croacia.

Marko Marulić (en italiano Marco Màrulo) (Split, 18 de agosto de 1450 - Split, 5 de enero de 1524) fue un poeta croata, defensor del humanismo cristiano, generalmente considerado el padre de la literatura en lengua croata, y una de las más señeras figuras del Renacimiento de la actual Croacia. Miembro de una distinguida familia de la aristocracia croata.

## Biografía
Estudió en Padua y recibió las órdenes sagradas. Su obra maestra es el poema épico Judita (escrito en 1501 y publicado en 1525).
Fue la primera persona en utilizar el término psicología para definir dicha disciplina.